# Por Quem os Sinos Dobram
Por Quem os Sinos Dobram (em inglês: For Whom the Bell Tolls) é um romance de 1940 do escritor norte-americano Ernest Hemingway, considerado pela crítica uma das suas melhores obras.
O livro narra a história de Robert Jordan, um jovem norte-americano das Brigadas Internacionais. Professor de espanhol que se tornou conhecedor do uso de explosivos, Jordan recebe a missão de explodir uma ponte por ocasião de um ataque simultâneo à cidade de Segóvia.
Hemingway usa como referência sua experiência pessoal como participante voluntário da Guerra Civil Espanhola ao lado dos republicanos e faz uma análise ácida, com críticas à atuação extremamente violenta das tropas de ambos os lados: os Nacionalistas, auxiliados pelo governo italiano e nazista alemão e os Republicanos pelas brigadas internacionais e União Soviética. Critica também a burocratização e o panorama de privilégios rapidamente instaurado no lado da República.
Acima de tudo o livro trata, no entanto, da condição humana. O título é referência a um poema do pastor e escritor inglês John Donne que se encontra na obra "Poems on Several Occasions" que em português chama-se "Meditações", e invoca o absurdo da guerra, mormente a guerra civil, travada entre irmãos. "Quando morre um homem, morremos todos, pois somos parte da humanidade".Em várias passagens do texto os personagens estranham e se estranham desempenhando os papéis bizarros que se viram forçados a assumir durante a guerra, e fraquejam ao ver nos inimigos seres humanos que poderiam estar de qualquer um dos lados da guerra. 
Em 1943 um filme homônimo foi feito, tendo nos papéis principais os astros da época, Gary Cooper e Ingrid Bergman, com uma cena famosa na qual o casal usa um mesmo saco de dormir.
A banda californiana de heavy metal Metallica tem uma canção em seu segundo álbum de estúdio, Ride the Lightning chamada "For Whom The Bell Tolls". A música foi inspirada nesta obra.
O nono álbum do cantor e compositor brasileiro  Raul Seixas, Por Quem os Sinos Dobram teve o título inspirado no filme homônimo baseado em livro de Ernest Hemingway e traz alguns clássicos da obra de Raul Seixas, como "O Segredo do Universo", "Ide a Mim Dadá" e "Por Quem Os Sinos Dobram".